# Huntly (Schottland)
Huntly, früher Milton of Strathbogie oder kurz Strathbogie, schottisch-gälisch: Hunndaidh, ist eine schottische Kleinstadt in Aberdeenshire. Im Jahre 2011 lebten dort 4768 Einwohner.
Zu den Sehenswürdigkeiten gehört die Ruine des Huntly Castle, ein im 14. Jahrhundert an Sir Adam Gordon of Huntly übereignetes Schloss. In Huntly wurde im Jahre 1824 der Schriftsteller George MacDonald geboren. Einige seiner Romane, insbesondere Robert Falconer und Alec Forbes of Howglen geben einen guten Einblick in das Leben von Huntly in der ersten Hälfte des 19. Jahrhunderts.

## Persönlichkeiten
- Jean Gordon (1546–1629), Adelige
- James Legge (1815–1897), Sinologe und Übersetzer
- George MacDonald (1824–1905), Schriftsteller, Dichter und Pfarrer
- Francis William Troup (1859–1941), Architekt, Designer und Kunsthandwerker
- Eddie Alexander (* 1964), Radrennfahrer
- John Henderson (* 1973), Dartspieler
- Andrew Young (Skilangläufer) (* 1992), Skilangläufer